# Miś Kolabo
Miś Kolabo – spektakl telewizyjny z roku 2001 w reżyserii Ryszarda Bugajskiego.

## Treść
Ubiegający się o wydanie paszportu Jan Sobieraj, znaczący działacz lokalnej Solidarności, zostaje szantażem zwerbowany do współpracy przez porucznika SB, który wykorzystuje zadawnioną i niejasną sprawę spowodowanego wypadku drogowego. Dla pozyskiwania potrzebnych informacji oficer prowadzący nakłania Sobieraja do ciągłego rozwijania działalności w swym środowisku, czemu zdecydowanie przeciwna jest jego żona Barbara, córka miejscowego notabla partyjnego. Na Sobieraju wymuszane jest wykonywanie coraz poważniejszych zadań agenturalnych, a jego opory i sprzeciw tłumiony jest coraz bezwzględniej. 
Dramatyczny rozwój wydarzeń politycznych w grudniu 1981 powoduje odwrócenie ról małżonków: w stanie wojennym do pracy konspiracyjnej aktywnie przystępuje żona Sobieraja, podczas gdy on sam stara się z niej wycofywać pod pozorem nadwerężonego zdrowia, by po internowaniu i podpisaniu „lojalki” nie świadczyć SB dalszych usług.  Uniemożliwia mu to jego esbecki opiekun, posuwając się do coraz brutalniejszych metod i doprowadzając nawet do aresztowania Barbary dla uzyskania od jej męża gwarancji dalszej współpracy. W agencie narasta jednak zdecydowany bunt spowodowany doświadczeniami stanu wojennego, kiedy i sam zostaje mocno pobity podczas ulicznej demonstracji. Doprowadzony do ostateczności, wyznaje o sobie całą prawdę żonie, z którą się rozstaje, podejmując też próbę opuszczenia miejscowości. Tym samym decyduje się i na zerwanie współpracy z SB, co dla nieużytecznego agenta może oznaczać tylko jedno… 

## Obsada
- Sławomir Orzechowski – Jan Sobieraj
- Artur Żmijewski – porucznik SB
- Agnieszka Pilaszewska – Barbara
- Mariusz Pilawski – esbek w cywilu
- Jacek Braciak – dyżurny MO
- Sławomir Holland – milicjant
- Joanna Jędrejek – pielęgniarka
- Beata Łuczak – strażniczka
- Witold Bieliński – technik